# サンカンタンファラビエでの襲撃
「サンカンタンファラビエでの襲撃」（サンカンタンファラビエでのしゅうげき）は現地時間の2015年6月26日午前にフランス南東部リヨン近郊のサン＝カンタン＝ファラヴィエのガス工場で発生した襲撃事件。
これはガス工場が車に乗っていた数人のグループに襲撃され、爆発があったもので、拘束された1人の男は犯行当時イスラム過激派の旗を持っていて、フランス政府はこれをテロ事件と断定した。この爆発によって、2人がけがをして、頭部を切断された男性の遺体が見つかった。この遺体は工場の門の近くに置かれていて、遺体付近にはアラビア語のメッセージがあった。
現場は、フランス南東部のリヨンから、およそ30キロにある工場地帯にある、「エアー・プロダクツ」というアメリカに本社がある産業ガスメーカーの工場だった。近隣施設の従業員によれば、現地時間10時ごろに爆発音が聞こえて、その衝撃によって窓が揺れたと話している。